# Rund um Sebnitz
La Rund um Sebnitz ("Volta a Sebnitz") és una cursa ciclista alemanya que es disputa al voltant de Sebnitz (Saxònia). Es va crear el 1954 quan encara formava de la RDA. Des del 2015 forma part de l'UCI Europa Tour.

## Palmarès
| Any       | Vencedor            | Segon               | Tercer              |
| --------- | ------------------- | ------------------- | ------------------- |
| 1954      | Helmut Stolper      |                     |                     |
| 1955      | Horst Tüller        |                     |                     |
| 1956      | Peter Härtel        |                     |                     |
| 1957      | Otto Altweck        |                     |                     |
| 1958      | René Vanderveken    |                     |                     |
| 1959      | Klaus Ampler        |                     |                     |
| 1960      | Adriaan Biemans     |                     |                     |
| 1961      | Gustav-Adolf Schur  |                     |                     |
| 1962      | Eberhard Butzke     |                     |                     |
| 1963      | Eddy Merckx         |                     |                     |
| 1964      | Kurt Müller         |                     |                     |
| 1965      | Gianfranco Gallon   |                     |                     |
| 1966      | Dieter Mickein      |                     |                     |
| 1967      | Rainer Marks        |                     |                     |
| 1968      | no disputada        | no disputada        | no disputada        |
| 1969      | Axel Peschel        |                     |                     |
| 1970      | Dieter Gonschorek   |                     |                     |
| 1971      | Louis Verreydt      |                     |                     |
| 1972      | Luděk Kubias        |                     |                     |
| 1973      | Luděk Kubias        |                     |                     |
| 1974      | Lothar Gruner       |                     |                     |
| 1975-1989 | no disputada        | no disputada        | no disputada        |
| 1990      | Ángel Yesid Camargo |                     |                     |
| 1991-1993 | no disputada        | no disputada        | no disputada        |
| 1994      | Ralph Keller        |                     |                     |
| 1995      | Jürgen Werner       |                     |                     |
| 1996      | Martin Müller       |                     |                     |
| 1997      | Uwe Ampler          |                     |                     |
| 1998      | Michael Giebelmann  |                     |                     |
| 1999      | Timo Scholz         |                     |                     |
| 2000      | Torsten Hiekmann    |                     |                     |
| 2001      | Tilo Schüler        |                     |                     |
| 2002      | no disputada        | no disputada        | no disputada        |
| 2003      | Paul Martens        |                     |                     |
| 2004      | Udo Müller          | Henri Werner        | Dennis Haueisen     |
| 2005      | Karsten Volkmann    |                     |                     |
| 2006      | Erik Mohs           | Karsten Volkmann    | Matthias Hirsch     |
| 2007      | Erik Mohs           | Ingmar Dassler      | Michael Weicht      |
| 2008      | Martin Prázdnovský  | Steffen Radochla    | Björn Schröder      |
| 2009      | René Obst           | Robert Förster      | Matthias Friedemann |
| 2010      | Jens Voigt          | Björn Schröder      | Robert Bengsch      |
| 2011      | Christian Knees     | Sebastian Lang      | Johannes Sickmüller |
| 2012      | Stefan Schäfer      | Andreas Schillinger | Martin Hačecký      |
| 2013      | no disputada        | no disputada        | no disputada        |
| 2014      | Andi Bajc           | Jiří Polnický       | Mathias Wiele       |
| 2015      | Maximilian Kuen     | Kamil Gradek        | Marek Čanecký       |
| 2016      | no disputada        | no disputada        | no disputada        |
| 2017      | Roger Kluge         | Christian Koch      | Christoph Pfingsten |
| 2018      | Marcel Franz        | Jonathan Dinkler    | Jan Tschernoster    |
| 2019      | Adam Ťoupalík       | Dominik Bauer       | Florenz Knauer      |
| 2020-2021 | no disputada        | no disputada        | no disputada        |
| 2022      | Tobias Nolde        | Pierre-Pascal Keup  | Jon Knolle          |
| 2023      | Ole Theiler         | Pierre-Pascal Keup  | Roger Kluge         |